# Félix Contreiras Rodrigues
Félix Contreiras Rodrigues (Bagé, 14 de janeiro de 1884 — 8 de maio de 1960) foi um advogado, dramaturgo, economista, escritor, filósofo, historiador, pecuarista, poeta, político, professor e sociólogo brasileiro. Foi membro e presidente da Academia Rio-Grandense de Letras e membro do Instituto Histórico e Geográfico do Rio Grande do Sul.
No campo cultural, é um dos mais importantes regionalistas gaúchos, recebendo o entusiasmo de personalidades como Alberto Rangel e Alcides Maia. Na década de 1930, era tido como o sociólogo mais importante do Brasil, ao lado de Oliveira Viana. Como estudioso do povo gaúcho, Félix foi mencionado assim por Ernani Fornari: "Vemo-nos forçados a confessar já não ser mais possível, hoje em dia, escrever sobre a psicologia do gaúcho sem repetir ou citar o Sr. Félix Contreiras Rodrigues. Praticamente, sob determinado ângulo sociológico, ele como esgotou o assunto, deixando-nos, por vezes, apenas o recurso de tecer comentários em torno de seus argumentos e observações, ou de explorar mais extensamente suas ideias matrizes. Em verdade, não conhecemos nenhum outro autor, em nossa língua, que melhor e mais profundamente tenha retratado e estudado em suas causas e efeitos, o caráter, o temperamento, os sentimentos e a psicologia dos filhos do Continente de S. Pedro".
Destacou-se por sua atuação no Movimento Integralista, tendo ocupado cargos importantes na Ação Integralista Brasileira e no Partido de Representação Popular. Defendeu o modelo corporativista democrático do Integralismo, com base em Mihail Manoilescu. Discípulo de Carlos Gide, sustentava firmemente o cooperativismo, que representava, para ele, "o sistema econômico de que brotaria necessariamente a Democracia, desde que fosse realizado integralmente em algum país", embora repelisse o ideário do fim do lucro de Gide.
De maneira especial, Félix dedicou-se profundamente ao estudo da teoria do valor econômico e do preço, de que resultou a maior obra sobre esses temas já produzida na bibliografia econômica mundial, Conceitos de Valor e Preço. Através de seu livro, tentou provar que um regime corporativo e integral seria o único capaz de assegurar o justo-preço e o lucro e, portanto, o único Estado, segundo ele, capaz de reger a economia.
Sua obra Traços da Economia Social e Política no Brasil Colonial, de 1935, tornou-se referência para todos os estudos sobre os números populacionais no Brasil entre 1570 e o alvorecer do século XVIII. A cifra populacional estipulada pelo autor é adotada oficialmente pelo Instituto Brasileiro de Geografia e Estatística, embora tenha sido contestada por novas pesquisas.

## Biografia
Félix Contreiras Rodrigues nasceu do uruguaio Gregório Gonsalves Rodrigues e da brasileira Maria Dolores Martins Contreiras, pela qual era sobrinho de Gaspar da Silveira Martins, a 14 de janeiro de 1884. Sua primeira infância transcorreu na propriedade rural do pai, no departamento de Rivera, no Uruguai. Iniciou sua vida escolar no colégio Carneiro, em Bagé, sendo logo transferido para Porto Alegre.
Bacharelou-se em Direito em 1910, quando passou a advogar em várias Comarcas do Estado, fixando-se novamente em Bagé logo em seguida. Exerceu atividades políticas no Partido Federalista e foi grande colaborador do jornal local "Correio do Sul", que funcionou inicialmente em sua residência.
Em 1912, casou-se com Carolina Ramos de Azambuja, filha do líder federalista Estácio Azambuja.

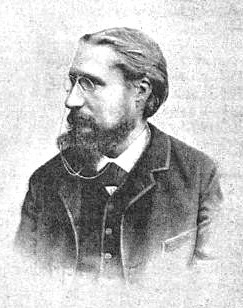
O professor de Félix Contreiras Rodrigues, Carlos Gide, de quem foi discípulo intelectual.

Residiu na França de 1916 a 1922, onde surgiu seu interesse pelas Ciências Econômicas. Ali, realizou o curso de especialização em Economia Política na Faculdade de Direito de Paris com o economista francês Carlos Gide. Com isso, tornou-se seu amigo íntimo. Em 1931, Contreiras viria a verter ao português o Compêndio de Economia Política de Gide, ao qual acrescentou 93 notas em que comentava a situação brasileira no decorrer da abordagem do livro. Para ele, "nas suas frases ponderadas e percucientes está a verdade, que convencerá os povos, quando se resolvam a agir depois de meditarem, e que fará de Carlos Gide um dos grandes apóstolos da humanidade".:XXII Na França, também teve contato direto com Charles Maurras, líder da Action Française.
Em 1922, Félix regressou ao Brasil, alistando-se nas forças Libertadoras de Estácio Azambuja para lutar na Revolução de 1923. Terminado o movimento, emigra para Montevidéu, no Uruguai. Regressando a Bagé em 1924, realizou em 1933 a primeira festa campeira da cidade, precursora das atuais Semanas Crioulas, com o título de Gauchadas. Ali ficou até 1934, ano em que se dirigiu a Porto Alegre, passando a ocupar o cargo de Diretor do Banco do Rio Grande do Sul. Permaneceria no cargo até 1937, quando se demitiu. Em Porto Alegre, Félix, já então um reconhecido sociólogo, foi paraninfo dos formandos de 1935 na Pontifícia Universidade Católica de Porto Alegre e convidado a lecionar no Curso de Estudos Políticos da mesma, com duração de dois anos. O curso não chegou a ser realizado por razões político-econômicas. No mesmo ano, presidiu a Comissão dos Festejos Comemorativos do Centenário da Revolução Farroupilha. Na ocasião, encenou a peça teatral de costumes regionais Amores do Capitão Paulo Centeno, vindo a publicá-la impressa em 1937. Em decorrência do Centenário, também publicou o romance regionalista e nacionalista Farrapo: História de um Cavalo, sob o pseudônimo Piá-do-Sul. Havendo logrado monumental sucesso, o livro foi recebido com entusiasmo por Alberto Rangel, que assim o descreveu: "é a história, a poranduba, a poesia, a crença em Deus, a confiança, o amor do pago, a fé no Brasil e nos seus homens de ferro e de candura".

### Integralismo
Nos anos 30, Félix Contreiras Rodrigues filiou-se à Ação Integralista Brasileira, tendo chegado ao posto de Chefe Provincial do Rio Grande do Sul. Mesmo com a instalação do Estado Novo em 1937 e o subsequente fechamento da AIB, não abandona o ideal, publicando em 1942 sua tese de cátedra para a Faculdade de Direito do Rio Grande do Sul, Conceitos de Valor e Preço, obra de economia integralista em que estuda metodicamente todas as doutrinas, teorias e etapas sobre as noções de valor e preço na história do mundo, expondo-as e analisando-as criteriosamente até descambar na defesa do integralismo como único meio de assegurar o justo-preço.
Após a Segunda Guerra Mundial, Félix filia-se ao Partido de Representação Popular, sigla então fundada por Plínio Salgado para representar os ideais integralistas no novo período populista. Lançou-se candidato para a Câmara Federal sob o PRP em 1945, tendo alcançado 4% dos votos (21.197), e para o Senado Federal em 1947, ocasião em que obteve votação em todas as onze regiões do Rio Grande do Sul, tendo alcançado 7,82% dos votos (43.436). Em 1946, foi eleito membro do Diretório Nacional do partido. Teve seus artigos "A Economia e a Organização Integral","Formas de Estado, Regimes de Governo, Sistemas Constitucionais", "O problema do latifúndio" e "A propriedade e o ensinamento integralista", publicados nos volumes III e IV ("Estudos e Depoimentos") da Enciclopédia do Integralismo, em 1958. Participou do Grande Conselho das Confederações dos Centros Culturais da Juventude (CCCJ), também conhecido como Movimento Águia Branca, uma organização cultural integralista presidida por Plínio Salgado e liderada por Gumercindo Rocha Dorea.

### Atividade pedagógica
No setor pedagógico, Félix Contreiras Rodrigues desenvolveu inúmeras atividades. Lecionou no Curso Pré-Jurídico, na escola de Comércio e, entre 1934 e 1937, na Faculdade de Ciências Políticas e Econômicas, da Pontifícia Universidade Católica de Porto Alegre. Na mesma universidade, foi Diretor da Faculdade de Filosofia, Ciências e Letras no triênio de 1951 a 1953. Foi professor catedrático de Economia Política na Faculdade de Economia e Administração da Universidade de Porto Alegre (atual UFRGS) e reitor universitário a partir de dezembro de 1954.

## Livros publicados
- Gauchadas e Gauchismos (versos regionalistas), Paris, 1920 (sob o pseudónimo Piá-do-Sul)
- Velhos Rumos Políticos (tese parlamentarista), Paris, 1921
- Em Torno de um Banco Emissor e de um Projeto de Reforma Monetária no Brasil, 1923
- A Questão Social e o Partido Democrático Nacional (exposição das diversas doutrinas de organização social), 1928
- Silveira Martins, 1930
- Ementário Ortográfico-Etimológico (plano de uma ortografia racionalizada e sistematizada), 1930
- Compêndio de Economia Política, Carlos Gide (tradução prefaciada e com notas referentes à realidade brasileira), 1931
- Novos Rumos Políticos e Sociais (tentativa de conciliação da Democracia com as últimas aspirações nacionais), 1933
- Traços da Economia Social e Política do Brasil Colonial, 1935
- Farrapo: Memórias de um Cavalo (estudo da psicologia e dos costumes do povo rio-grandense, através da Epopeia Farroupilha), 1935 (sob o pseudónimo Piá-do-Sul)
- Amores do Capitão Paulo Centeno, 1937 (sob o pseudónimo Piá-do-Sul)
- Conceitos de Valor e Preço (Fundamentos para uma ordem democrática-corporativa), 1942
- Nair, moça moderna, 1944 (sob o pseudónimo Piá-do-Sul)
- Esboço da Filosofia Política de Silveira Martins, 1945
- Crônica das cavalhadas, 1947
- O Socialismo e a Liberdade de Comércio, 1948
- No Rastro d'Alma (poesia), 1952
- Atualidades da Pecuária Gaúcha (entrevista), 1952

## Homenagens
Em  07 de dezembro de 1957 foi fundado o Centro de Pesquisas Folclóricas Piá do Sul, em Santa Maria, com a finalidade de pesquisar as tradições do Rio Grande do Sul.
Em 17 de outubro de 1977 foi fundada a Escola Estadual de Ensino Fundamental Félix Contreiras Rodrigues em sua cidade natal, Bagé.
Em Porto Alegre, há uma rua em seu nome — "Doutor Félix Contreiras Rodrigues", no bairro Partenon.
Em 2018, Félix foi destacado como "uma invulgar personalidade bageense" em um Projeto de Lei apresentado na Câmara dos Vereadores de Bagé, pelo vereador Graciano Aristimunha Pereira, que propunha instituir uma distinção honorífica a ser concedida anualmente a professores e funcionários da educação em escolas no município, batizada em homenagem a Eduardo Contreiras Rodrigues, filho de Félix.